# Ooid powierzchniowy
Ooid powierzchniowy – terminem tym określa się ooidy o bardzo cienkiej powłoce okalającej jądro, do ooidów powierzchniowych można zaliczyć:
- Ooid, którego jądro ma średnicę znacznie przekraczającą grubość otaczającej je powłoki (laminy).
- Ooid, którego powłoka składa się tylko z jednej laminy.